# 裏町大火
裏町大火（うらまちたいか）は、1823年5月15日（文政6年4月5日）の未明から朝にかけて、現在の兵庫県豊岡市出石町宵田町・川原・田結庄の一帯を焼失させた大火（地名は2018年現在）。

## 経過
1823年5月15日未明、鉄砲町橋の西にあった裏町の民家「小林屋」から出火し、強い南風に煽られて川原の全域や田結庄の一部に燃え広がったのち、午前6時ごろに鎮火した。
焼失家屋は、鉄砲町28、裏町65、川原165、田結庄11の計269軒にのぼり、御家人宅や如来寺も被害を受けた。これらの類焼地域は出石城から見て北から北西に当たる。
大火当日の午後には地震も起き、夜から翌朝には大風を伴った大雨が降ったという。

## 救済策
出石藩の『御用部屋日記』によると、裏町大火で類焼した地区には牛の仮部屋用材として御林の悪木が渡されたほか、家中へは金銀も送られた。

## 関連史料
裏町大火の様子を詳しく書いた『御用部屋日記』は、豊岡市立図書館「郷土資料デジタルライブラリ」（2018年10月16日閲覧）で見ることができる。
同書には出火時刻が4月4日の「夜八時比」と書かれているが、その時刻は翌日の未明にあたる。

## その他
裏町は出石城下の町人町で、庄屋は宵田町の名主が兼帯し、1871年（明治4年）に宵田町に編入された。
出石城下では、1815年（文化12年）から1869年（明治2年）までに67回の火災が起きているが、このうち裏町大火と1866年（慶応2年）の初午大火については『出石町史』に特筆すべき大火として詳しく書かれている。1876年（明治9年）にも大火が起きたが、裏町大火等を記述した『御用部屋日記』は奇跡的に焼失を免れた。
また、竹野村では、裏町大火から約1か月後の1823年6月11日（文政6年5月3日）に大火があり、出石藩が救済策を講じた。